# Энн Юинг
Энн Юинг (англ. Ann Ewing , урождённая Смит, в первом браке Райленд) — персонаж американского телесериала «Даллас», продолжения одноименного телесериала 1978—1991 годов. Роль Энн Юинг исполняет Бренда Стронг начиная с пилотного эпизода, вышедшего 13 июня 2012 года, по финал сериала, транслировавшийся 22 сентября 2014 года. Персонаж является одним из немногих, кто не был задействован в оригинальном сериале 1978—1991 годов.

## История развития

### Кастинг и история развития
5 апреля 2011 года было объявлено, что Бренда Стронг будет играть роль Энн Юинг в обновленной версии «Далласа». Примечательно, что Стронг, ранее восемь сезонов игравшая в сериале «Отчаянные домохозяйки», стала третьим актёром из шоу, кто присоединился к пилоту «Далласа». Она была введена как новая жена Бобби (Патрик Даффи), спокойная женщина, которая на самом деле имеет секрет, который всплывает в ходе прогрессирования сюжета.

### Характеристика и сюжетные линии
Энн Юинг является матриархом семейства Юингов и описывается как новая Мисс Элли (Барбара Бел Геддес). Персонаж является коневодом и наездницей и был введен в историю за кадром за семь лет до начала шоу, когда Сью Эллен Юинг познакомила её с Бобби.
Большую часть первого сезона Энн была спокойной женой Бобби, персонажем второго плана, и её личность была скрыта от зрителя. Ближе к финалу первого сезона в сюжет был введен её бывший муж Харрис Райленд (Митч Пиледжи), который пытался испортить её брак с Бобби. В премьерном эпизоде второго сезона оказалось, что у Энн есть дочь по имени Эмма Браун (Эмма Белл), которую Харрис скрывал от неё последние два десятилетия. Вследствие этого основное экранное время в нескольких последующих эпизодах уделялось именно Энн. Некоторые критики даже называли эпизоды «Шоу Энн Юинг» из-за централизации сюжета на её героиню. После того, как она узнает, что Харрис все эти годы вместе со своей злобной матерью Джудит Браун Райленд (Джудит Лайт) скрывал от неё Эмму, Энн решает убить его. Она стреляет в него, но тот выживает и Энн вскоре предстает перед судом. В конечном счете она получает условный срок за попытку убийства Харриса, а в ходе суда Эмма пытается стать ближе к ней.

## Приём
Кен Такер из Entertainment Weekly благоприятно оценил персонажа, отметив, что Энн Юинг имеет хорошую химию с Бобби, особенно в сценах где он узнает о своем раке. Критик Эд Барк сравнил Энн с персонажем Конни Бриттон из сериала «Огни ночной пятницы», однако негативно отметил, что героиня Стронг хоть и имеет интересную предысторию, является чересчур плаксивой.